# ロミア (小惑星)
ロミア (117 Lomia) は、小惑星帯に位置する大きめの小惑星の一つ。C型小惑星に分類され、炭素化合物よりなる暗い表面を持つ。1871年9月12日にフランスの天文学者、アルフォンス・ルイ・ニコラ・ボレリーによりマルセイユ天文台で発見され、ギリシア神話に登場するラミアー (Lamia) にちなんで命名された。
2000年、2003年、2007年にロミアによる掩蔽が観測された（うち2007年は日本）。